# 373 км
373 км (до 1962 року — роз'їзд) — колишній пасажирський залізничний зупинний пункт Криворізької дирекції Придніпровської залізниці на неелектрифікованій лінії Апостолове — Снігурівка між станцією Апостолове (8 км) та роз'їздом Дубки (4 км). Розташовувався за 1,5 км на схід від селища Українка Криворізького району Дніпропетровської області.

## Історія
Відкритий у 1962 році як роз'їзд. У 1990-х роках був ліквідований, а бічна пасажирська платформа демонтована. 